# Felipe Sandoval Precht
Felipe Sandoval Precht (8 de abril de 1957) es un ingeniero, dirigente gremial y político democratacristiano chileno, ex ministro de Estado del presidente Eduardo Frei Ruiz-Tagle.

## Familia y estudios
Segundo de seis hermanos, nació en el seno de una familia con vínculos en la política y la Iglesia católica. Es sobrino del sacerdote Cristián Precht.
Realizó sus estudios básicos y medios en los colegios de los Sagrados Corazones de Alameda y San Juan Evangelista, ambos en Santiago. Más tarde se titularía como ingeniero civil en la Universidad de Chile. También conseguiría un magíster en Ciencias del Desarrollo por el Instituto Latinoamericano de Doctrina y Estudios Sociales (Ilades).

## Carrera pública
Su primera incursión en el área política se produjo con su elección como delegado de su carrera ante la Fecech, organismo estudiantil que sustituyó a la Fech durante la gobierno militar liderado por Augusto Pinochet. Paralelamente, desde 1978 a 1980, ocupó la Secretaría General de la DCU. Más tarde fue presidente de la Comisión de Derechos Juveniles entre 1982 y 1984, para pasar al año siguiente al consejo de la JDC y a la presidencia con el 67% de los votos.
Participó en la campaña del No como integrante del sector chascón del Partido Demócrata Cristiano (PDC). Más tarde, en la campaña previa a la elección presidencial de 1989, se declaró partidario de postular como candidato del PDC a Gabriel Valdés. En paralelo realizó asesorías para la pequeña y mediana empresa, en consultorías y en firmas constructoras. En 1989 estuvo encargado de la programación y control del área de ingeniería del proyecto Arauco II.
Asesoró al ministro vicepresidente ejecutivo de la estatal Corfo, René Abeliuk, durante el Gobierno de Patricio Aylwin y en 1994 lo sucedió por encargo de Frei Ruiz-Tagle. Fue el último en ejercer dicho cargo con rango ministerial debido a la modificación legal aprobada por el Congreso en el curso de 1997, que redefinió el rol de la entidad. Durante su gestión se concretó el anuncio de cierre del yacimiento carbonífero de Lota, dependiente de la estatal Empresa Nacional del Carbón (Enacar) (abril del año 1997). Con los 1350 trabajadores de dotación, la mina era la principal fuente de trabajo de la ciudad ubicada en la zona centro-sur del país.
Tras esta labor asumió como director del programa Chile Barrio y, luego del arribo de Ricardo Lagos, en marzo de 2000, le fue encargado el Consejo Directivo del Sistema Administrador de Empresas (SAE), brazo gestor de las empresas con participación de la Corfo. En 2001 asumió como subsecretario de Pesca.
Una vez asumido el gobierno de Michelle Bachelet, pasó al sector privado como gerente de una concesionaria de infraestructura pública. También ingresó al directorio de la estatal Empresa Portuaria Valparaíso.
En 2008 fue nombrado secretario ejecutivo de la mesa del salmón, instancia presidida por el ministro de Economía, Fomento y Reconstrucción que buscaba definir las tareas "urgentes" para mejorar la producción de la industria salmonera chilena con el fin de evitar una propagación mayor del virus ISA.
En 2010, dos meses después del cambio de Gobierno, se incorporó a la plana ejecutiva de la salmonera AquaChile. A fines de 2013 fue elegido por la Asociación de la Industria del Salmón de Chile (SalmonChile) para ejercer como su presidente a partir del año siguiente.